# Хронологія світових рекордів з естафетного бігу 4×1500 метрів серед жінок
Світові рекорди з естафетного бігу 4×1500 метрів визнаються Світовою легкою атлетикою з-поміж результатів, показаних жіночими естафетними квартетами на відповідній дистанції на біговій доріжці стадіону, за умови дотримання встановлених вимог.
Ратифікація світових рекордів з годиного бігу серед жінок здійснюється з 2014.

## Хронологія рекордів
| Результат                              | Команда                                                      | Місто змагань | Дата змагань | Примітки    | Відео |
| -------------------------------------- | ------------------------------------------------------------ | ------------- | ------------ | ----------- | ----- |
| 16.33,58                               | Кенія Мерсі Чероно Фейт Кіп'єгон Айрін Джелагат Геллен Обірі | Нассау        | 24.05.2014   | [ 1 ]       |       |
| 16.27,02                               | США Коллін Квіглі Еліз Кренні Карісса Швайцер Шелбі Гуліган  | Портленд      | 31.07.2020   | [ 2 ] [ 3 ] |       |
| 4 роки, 237 днів від дати встановлення |                                                              |               |              |             |       |